# Triti
Triti (phát âm /ˈtrɪtiəm/ hay /ˈtrɪʃiəm/, ký hiệu T hay 3H, cũng được gọi là hydro-3) là một đồng vị phóng xạ của hydro. Hạt nhân của triti chứa 1 proton và 2 neutron, trong khi hạt nhân của proti (là đồng vị hydro phổ biến nhất) chứa 1 proton và không có neutron. Triti trong tự nhiên cực kỳ hiếm trên Trái Đất, chỉ được tạo thành ở dạng vết khi các bức xạ vũ trụ tương tác với khí quyển. Tên gọi của đồng vị này có nguồn gốc từ tiếng Hy Lạp "tritos" nghĩa là "3".